# 新興出版社啓林館
株式会社新興出版社啓林館（しんこうしゅっぱんしゃけいりんかん、英: SHINKOSHUPPANSHA KEIRINKAN CO.,LTD）は、大阪府大阪市天王寺区に本社を置く検定教科書・副教材・自習書・問題集・児童書などを発行する出版社。同じ大阪に本社を置く五ッ木書房、増進堂・受験研究社、日本文教出版と並ぶ在阪教育書出版会社の一つ。同社は教科書及び副教材を中心としたブランド「啓林館」（けいりんかん）のほかに、自習書などを中心とした「新興出版社」（しんこうしゅっぱんしゃ）並びに児童書等を中心にした「文研出版」（ぶんけんしゅっぱん）の3つのブランドで展開している。

## 沿革[2]
- 1946年 - 「任意組合新興出版社」として小学校向け自習書「国語の学習」と「算数の学習」を出版。
- 1948年 - 「学生年鑑」と「新興の大全科」がヒット。
- 1949年 - 株式会社新興出版社に改組。
- 1951年 - 啓林館名義にて小学校向け検定教科書「算数」「理科」を発行。
- 1953年 - 東京支社を開設。
- 1956年 - 高等学校向け検定教科書「数学」「理科」を発行。
- 1961年 - 商号を株式会社新興出版社啓林館に変更。
- 1964年 - 文研出版名義で「グリップ」「アタック」シリーズを発行。
- 1967年 - 大阪本社ビル完成。
- 1968年 - 文研出版ブランドで一般書の発行開始
- 1969年 - 文研出版ブランドで児童書・実用書の発行開始
- 1972年 - 空前のボウリングブームに乗り大阪市阿倍野区阪南町 に「ボウルカスタム」を創業。2007年に45年の歴史にピリオドを打ち閉館。
- 1988年 - 高等学校向けに検定教科書「MILESTONE」を発行。
- 1992年 - 小学校向け教科書「生活科」を発行。
- 1996年 - グループ会社「文研出版販売株式会社」を設立
- 2013年 - 大阪本社に「わくわく学習教室」完成。
- 2020年 - 小学校英語教科書を発行。
- 2023年 - 8月に東京支社新社屋竣工。東京大学協創プラットフォーム開発株式会社とスタートアップ支援事業を開始[3]。

## 新興出版社ブランド
- 最初の出版物は教科書ではなく、小学校用自習書である。
- 教科書に準拠した問題集（教科書準拠版）を中心に発刊しているが，幼児向けドリルから高校生向け教科書ガイドまで幅広く発刊している。
- 教科書の発行者でありながら，日本の多くの教科書会社の準拠教材を発刊する唯一の出版社である。

出版物
- 教科書ガイド（小中高）
- 教科書ぴったりドリル
- ドリルの王様
- 教科書ぴったりレーニング
- 定期テストズバリよくでる
- ホントにわかる
- 中1･2年の総復習
- 合格BEST本
- カスタムスタディガール
- おうちレッスン（幼児向け）
- 小学生の勉強法
- 中学生の勉強法

## 啓林館ブランド
- 文部科学省検定済教科書の発行者番号は61。
- 小学校向けに、算数・理科・生活科・英語の4教科を発行。
  - 2011年度の小学校教科書の採択では、発行者別占有率で算数が第2位(34.3%)、理科が第2位(26.0%)、生活が第2位（14.9%）と高いシェアを占めている。
  - かつて伝説の算数教科書「緑表紙」を編纂した塩野直道を迎え、後発ながら理数教育に強い教科書出版社としての信頼と地位を築いた。
- 中学校向けに、数学・理科・英語の3教科を発行。
  - 2012年度の中学校教科書採択では、発行者別占有率で数学が第1位(41.6%)、理科が第1位(32.5%)と高いシェアを占めている。
- 高等学校向けに、数学・理科・英語の3教科を発行。
  - 2015年高校教科書採択冊数は、1,878,861冊で発行38社中第6位（シェア6.2%）であった。
  - 2005年度,2006年度の教科書検定で、本文にマンガを多用した数学教科書「オーレ!」シリーズが検定合格し話題になったが、採択は低迷している（2010年度採択では、数Iの教科書別占有率が全20点中19位でシェア0.4%）。
  - 2012年度の教科書採択では、数学Iの発行者別占有率が発行5社中第4位(7.7%)であった。
  - 2013年度の教科書採択では、英語表現Iの発行者別占有率が発行12社中第1位(45.7%)であった。
  - 2018年度以降、地学の教科書発行・改訂を唯一続けている。
  - 以前、普通教科情報の検定教科書も発行していたが、2013年度からの教育課程から発行を取りやめている。

- 不祥事
  - 中学校の教科書検定が行われていた2014年度に外部閲覧が禁じられている検定途中の教科書を中学校の校長らに閲覧させ意見を聞いていた。

## 文研出版ブランド
- 主な出版物として「もこもこもこ」（文・谷川俊太郎／絵・元永定正）、「キャベツくん」シリーズ（長 新太）などの児童書がある。
- 初めてカラー印刷を導入した学習参考書「グリップ」と問題集「アタック」シリーズは、参考書界で旋風を巻き起こし、同社のドル箱となった。

「よい絵本」(全国学校図書館協議会絵本委員会編)に選ばれた絵本
- かさ
- キャベツくん
- ぽんぽん山の月
- から から からが…
- ろくべえまってろよ
- いしころ

青少年読書感想文全国コンクールの課題図書作品
「青少年読書感想文全国コンクール」の課題図書に36回（2021年現在）選出されている。
- 1973年 「はなれざるドド」[4]
- 1974年 「ドロバチのアオムシがり」[5]
- 1975年 「イシダイしまごろう」[6]
- 1976年 「セキレイの歌」[7]
- 1977年 「たおされたカシの木」[8]
- 1979年 「荒野にネコは生きぬいて」[9]
- 1981年 「なんやななちゃん　なきべそしゅんちゃん」[10]
- 1982年 「家出-12歳の夏」[11]
- 1983年 「みつばちの家族は50000びき」[12]
- 1988年 「新ちゃんがないた!」[13]
- 1990年 「わすれるもんか!」[14]
- 1994年 「少年の海」[15]
- 1995年 「愛と悲しみの12歳」[16]
- 1997年 「ジスランさんとうそつきお兄ちゃん」[17]
- 1998年 「ぼくの一輪車は雲の上」[18]
- 1999年 「だんまりレナーテと愛犬ルーファス」[19]
- 2000年 「カモメがおそう島」[20]
- 2001年 「森のスケーター　ヤマネ」[21]
- 2002年 「ぼくのクジラ」[22]
- 2003年「トウモロコシが実るころ」[23]
- 2004年「すてねこタイガーと家出犬スポット」[24]
- 2005年「犬ぞりの少年」[25]
- 2006年「ロボママ」[26]
- 2007年「両親をしつけよう！」[27]
- 2008年「３年２組は牛を飼います」[28]
- 2009年「しあわせの子犬たち」[29]
- 2011年「忘れないよリトル・ジョッシュ」[30]
- 2012年「ココロ屋」[31]
- 2013年「ジャコのお菓子な学校」[32]
- 2014年「どこかいきのバス」[33]
- 2015年「お話きかせてクリストフ」[34]
- 2017年「チキン！」[35]
- 2018年「最後のオオカミ」[36]
- 2019年「マンザナの風にのせて」
- 2020年「青いあいつがやってきた!?」
- 2021年「そのときがくるくる」